# Cublize
Cublize is een gemeente in het Franse departement Rhône (regio Auvergne-Rhône-Alpes). De plaats maakt deel uit van het arrondissement Villefranche-sur-Saône. Cublize telde op 1 januari 2022 1.357 inwoners.

## Geografie
De oppervlakte van Cublize bedroeg op 1 januari 2022 15,56 vierkante kilometer; de bevolkingsdichtheid was toen 87,2 inwoners per km².

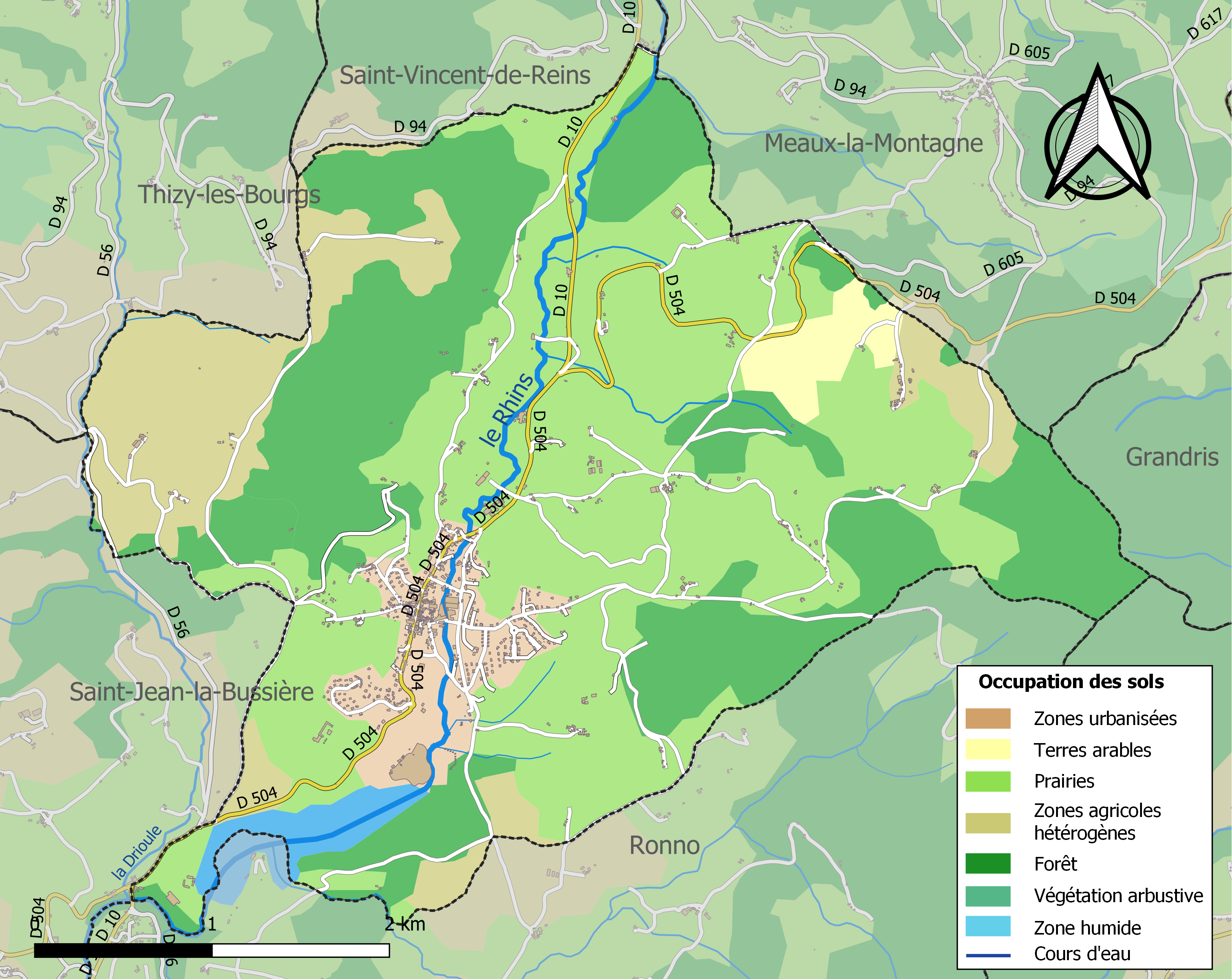
Kaart van de gemeente met de belangrijkste infrastructuur, bodemgebruik en omliggende gemeenten

## Demografie
Onderstaande figuur toont het verloop van het inwonertal (bron: INSEE-tellingen).